# خردل لیمویی
خردل لیمویی (نام علمی: Caulanthus anceps) نام یک گونه از خانواده شب‌بویان است.